# Eheband
Das Eheband (lat. vinculum matrimonii) ist das aus einer gültigen Ehe entstehende, seiner Natur nach lebenslange und ausschließliche Band zwischen den Ehegatten (c. 1134 CIC).
Der Ausdruck wird vornehmlich im Kirchenrecht, insbesondere im katholischen Eherecht, verwendet und ist im Wesentlichen gleichbedeutend mit der Ehe an sich. Das Eheband entsteht durch den Ehebund, also die kirchenrechtlich gültige Erklärung des Ehekonsenses bei der Eheschließung und hat nach katholischer Auffassung bis zum Tod eines Partners Bestand (c. 1141 CIC).
Ein bestehendes Eheband stellt nach katholischem Verständnis ein Ehehindernis dar (c. 1085 § 1 CIC), d. h., es ist nicht möglich, eine zweite Ehe einzugehen, solange die erste noch besteht. Da es sich um ein Hindernis göttlichen Rechts handelt, ist es auch nicht möglich, eine Dispens von diesem Ehehindernis zu erlangen. Unter Umständen kann es aber zweifelhaft sein, ob ein Eheband überhaupt besteht. In solchen Fällen kann vor dem Kirchengericht ein Eheprozess gegen das Eheband geführt werden, der auf die Feststellung der Nichtigkeit bzw. Auflösung der früheren Ehe gerichtet ist (c. 1085 § 2 CIC). Bei der Eheannullierung wird dann unter Beteiligung eines Ehebandverteidigers festgestellt, dass ein Eheband von Anfang an nicht existiert hat, weil der Ehekonsens nicht gültig zustande gekommen ist oder bei der Eheschließung Ehehindernisse oder Formmängel vorlagen.
Die Scheidung einer kirchlich geschlossenen Ehe ist nach katholischem Verständnis nicht möglich. Unter besonderen Umständen kann jedoch das gemäß c. 1151 CIC verpflichtende Zusammenleben zweier Ehegatten durch bischöfliches Dekret rechtmäßig unterbrochen werden, wobei das die Ehepartner verbindende Eheband unverletzt bleibt (separatio manente vinculo). Das gilt bei Ehebruch (c. 1152 CIC) sowie bei Gefahr im Verzug (Gefahr gegen Leib oder Seele des Ehepartners oder dessen Nachkommen).
Da nach Auffassung Martin Luthers die Ehe kein Sakrament, sondern durch die Ehegatten gestaltbar ist, kommt in den reformierten Kirchen grundsätzlich eine Ehescheidung dem Bande nach in Frage, insbesondere bei Ehebruch. Über biblische Quellen hinaus wird zur Rechtfertigung auch das römische Recht wie die Lex Theodisii herangezogen, die einen umfangreichen Katalog an Scheidungsgründen enthält, die vom Ehebruch über Viehdiebstahl bis zum unsittlichen Lebenswandel reichen.